# Valentin Loos
Valentin Loos (13 avril 1895 - 8 septembre 1942) est un joueur de hockey sur glace professionnel de Tchécoslovaquie médaillé olympique. Son frère aîné, Josef jouait également dans l'équipe médaillée.

## Carrière
Il a joué dans sa jeunesse au football mais également au hockey en marchant sur les traces de son frère au sein de la section hockey du SK Slavia Praha.
Il fait partie de l'équipe de Tchécoslovaquie qui remporte la médaille de bronze au tournoi de hockey en 1920 à Anvers. Il fait alors partie de la première équipe participant à une compétition officielle et perd contre les Falcons de Winnipeg représentants du Canada sur la marque de 15 buts à 0. Le second match est également soldé par une défaite de son pays avec une défaite 16-0 contre l'équipe des États-Unis. La première victoire de l'équipe vient contre les Suédois. La Tchécoslovaquie remporte le match 1 but à 0, but inscrit par Josef Šroubek.
Il participe par la suite à différentes éditions du championnat d'Europe ainsi qu'à la prochaine édition des Jeux olympiques.

## Statistiques en équipe nationale
Loos aura joué 27 matchs avec la Tchécoslovaquie et inscrit 12 buts au total. Il a participé aux compétitions suivantes :
| Année | Équipe          | Édition                 | Buts | Résultat           |
| ----- | --------------- | ----------------------- | ---- | ------------------ |
| 1920  | Tchécoslovaquie | Jeux olympiques d'été   | 0    | Médaille de bronze |
| 1921  | Tchécoslovaquie | Championnat d'Europe    | 1    | Médaille d'argent  |
| 1922  | Tchécoslovaquie | Championnat d'Europe    | 1    | Médaille d'or      |
| 1923  | Tchécoslovaquie | Championnat d'Europe    | 3    | Médaille d'argent  |
| 1924  | Tchécoslovaquie | Jeux olympiques d'hiver | 4    | Cinquième place    |
| 1925  | Tchécoslovaquie | Championnat d'Europe    | 0    | Médaille d'or      |
| 1926  | Tchécoslovaquie | Championnat d'Europe    | 3    | Médaille d'argent  |
| 1927  | Tchécoslovaquie | Championnat d'Europe    | 0    | Cinquième place    |